# Марин Сити (Калифорнија)
Марин Сити (енгл. Marin City) насељено је место без административног статуса у америчкој савезној држави Калифорнија.

## Демографија
По попису из 2010. године број становника је 2.666.
| Група             | 2000.    | 2010.         |
| Белци             | 0 (0,0%) | 843 (31,6%)   |
| Афроамериканци    | 0 (0,0%) | 1.017 (38,1%) |
| Азијати           | 0 (0,0%) | 287 (10,8%)   |
| Хиспаноамериканци | 0 (0,0%) | 365 (13,7%)   |
| Укупно            | 0        | 2.666         |